# Léona Gabriel
Pour les articles homonymes, voir Léona.
Léona Gabriel-Soïme, née le 9 juin 1891 à Rivière-Pilote et morte le 11 août 1971 à Fort-de-France, est une chanteuse martiniquaise de biguine active à Paris pendant l'entre-deux-guerres. Elle est également connue sous le pseudonyme Mademoiselle Estrella,.

## Biographie
Née en 1891 à Rivière-Pilote, en Martinique, et fille aînée d'une famille aisée de cinq enfants. Son père, un planteur blanc créole, meurt accidentellement lors d'une partie de pêche, sa mère meurt de chagrin et de maladie peu après.
A 14 ans, Léona embarque pour la Guyane avec sa tante, ses frères et sœurs, elle passe son adolescence à Cayenne,. Elle y étudie la dactylographie et la sténo, jusqu'à ce qu'elle quitte la Guyane pour aller travailler comme secrétaire pour la société chargée de creuser le canal de Panama.
En 1920, elle débarque à Paris, où elle rencontre le compositeur Léo Daniderff qui prend en main sa carrière et qu'elle épouse en 1928,.
Elle commence sa carrière de chanteuse de biguine antillaise en rejoignant le groupe du clarinettiste martiniquais Alexandre Stellio (ht) dont elle devient la chanteuse attitrée au Bal Nègre.
En 1930, elle écrit et compose la chanson A si Paré qui parle d'une femme trahie par son compagnon mais digne. Cette chanson sera reprise plus tard par Lola Martin (1969),  le duo Malavoi et Edith Lefel (1996) et Jowee Omicil (2017). De mai à novembre 1931, elle est chanteuse de Stellio à l'Exposition coloniale internationale au Bois de Vincennes. Le 25 juillet 1932, elle enregistre, avec Alexandre Kindou à la clarinette et Henri Volmar à la guitare, Regina Coco (78 tours) chez Odeon qui deviendra un classique martiniquais.
Elle épouse en secondes noces le médecin militaire Norbert Soïme en 1933 et le suit au Sénégal.
En 1948,  Henri Salvador enregistre la chanson Maladie d'amour,,, qui connaît un grand succès. Mais Léona Gabriel fait valoir que c'est elle qui a d'abord enregistré cette chanson en 1931 et « demande réparation à la Sacem », écrit Fabien Lecœuvre dans 1001 histoires secrètes de chansons. « Après une longue enquête, la justice ne parviendra pas à déterminer le véritable auteur de cette biguine et concluera qu'elle est tout simplement issue du folklore antillais et elle créditera Henri Salvador, Léona Gabriel et Jean Marcland comme auteurs et compositeurs de la version de 1948, ».
Léona Gabriel anime l’émission de radio Ça c’est la Martinique et, en 1966, édite sous le même intitulé un recueil de chansons créoles. Elle meurt le 11 août 1971 à Fort-de-France, à l'âge de 80 ans, et elle est inhumée dans le cimetière de la Levée de cette ville.

## Publications
- Ca! c'est la Martinique  (Textes des chansons en créole de la Martinique), Martinique, Impr. La Productrice, 1966 (réimpr. 2000), 215 p. (ISBN 9782402542272 et 9782950457721, OCLC 495548789, SUDOC 071253998)